# Metropolitana di New York
La metropolitana di New York (in inglese New York City Subway, AFI: [nuːˈ jɔɹk ˈsɪti ˈsʌˌbweɪ]) è una rete di linee metropolitane a servizio della città di New York, negli Stati Uniti d'America. Aperta il 27 ottobre 1904, è una delle reti più antiche, estese e utilizzate al mondo. È attiva 24 ore su 24, 7 giorni su 7, ed è gestita dalla New York City Transit Authority (NYCTA), un'agenzia affiliata della Metropolitan Transportation Authority (MTA).
La rete conta 472 stazioni, più di qualsiasi altra al mondo, distribuite tra i borough di Manhattan, Brooklyn, Queens e Bronx; se le stazioni di interscambio vengono conteggiate come singole stazioni, il totale scende a 424. Sulla rete sono attive 25 linee, per una lunghezza complessiva di 399 km. Tutte le linee attraversano Manhattan, a eccezione delle navette Franklin Avenue e Rockaway Park e della linea G, che collega direttamente Brooklyn e Queens.
Nel 2019 ha trasportato in totale 1 697 787 002 passeggeri, risultando la rete più frequentata degli Stati Uniti e la nona al mondo, dietro solo a Pechino, Tokyo, Shanghai, Canton, Seul, Mosca, Shenzhen e Delhi. Il numero medio di passeggeri giornalieri è stato di 5,5 milioni nei giorni lavorativi, 3,1 milioni il sabato e 2,4 milioni la domenica.

## Storia

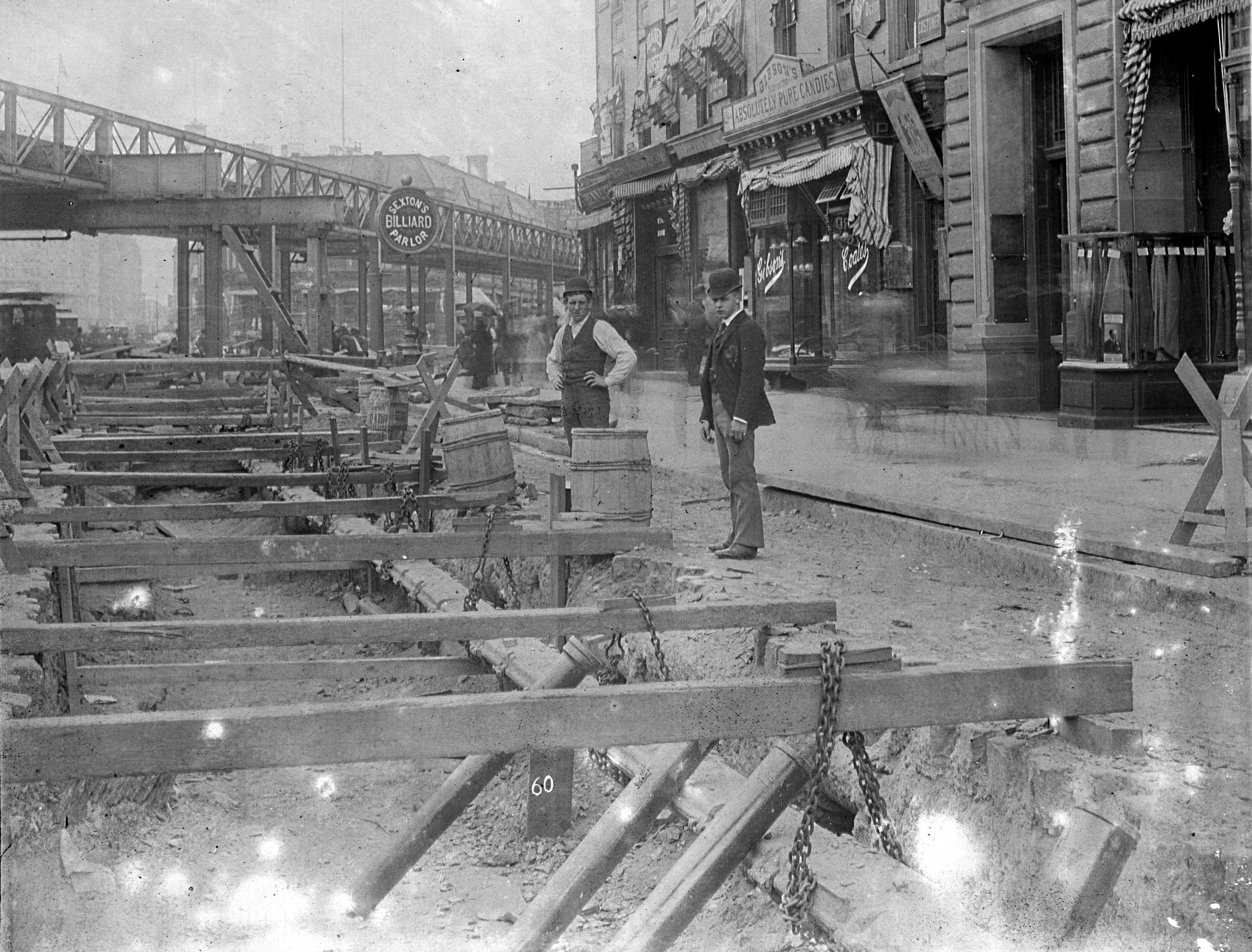
Costruzione della prima linea sotterranea nel 1901

Un sistema di trasporto metropolitano a New York venne costruito inizialmente da Alfred Ely Beach nel 1869 all'inizio della presidenza di Ulysses S. Grant. Il suo Beach Pneumatic Transit era esteso soltanto 95 m sotto Broadway e mostrava la sua idea di metropolitana. Il tunnel non venne mai esteso; il progetto di estensione proponeva di ampliare il tunnel verso Battery Park a sud e verso il fiume Harlem a nord. Il tunnel fu demolito quando venne costruita la linea BMT Broadway negli anni dieci del XX secolo.
Verso la fine degli anni 1870, le ferrovie sopraelevate di Manhattan erano gestite da due compagnie: la Metropolitan Elevated Railway (Sixth Avenue Line) e la New York Elevated Railroad (Third Avenue Line e Ninth Avenue Line). La Third Avenue Line e la Sixth Avenue Line saranno in servizio 24 ore al giorno, sette giorni su sette, già dal 1881. La Metropolitan iniziò anche a costruire una linea sulla Second Avenue. La Manhattan Railway Company fu costituita il 29 dicembre 1875 e affittò entrambe le compagnie il 20 maggio 1879.
La prima linea della metropolitana aprì il 27 ottobre del 1904, quasi 35 anni dopo l'apertura della prima linea ferroviaria sopraelevata di New York, che divenne la linea IRT Ninth Avenue. La pesante tempesta di neve del 1888 aiutò a dimostrare i benefici di un servizio di trasporto sotterraneo. La struttura più vecchia, ancora in uso oggi, aprì nel 1885 come parte della linea BMT Lexington Avenue ed è oggi parte della linea BMT Jamaica a Brooklyn. La linea più antica in superficie, attualmente parte della linea BMT West End, fu aperta nel 1863 come ferrovia a vapore, chiamata Brooklyn, Bath and Coney Island Rail Road.

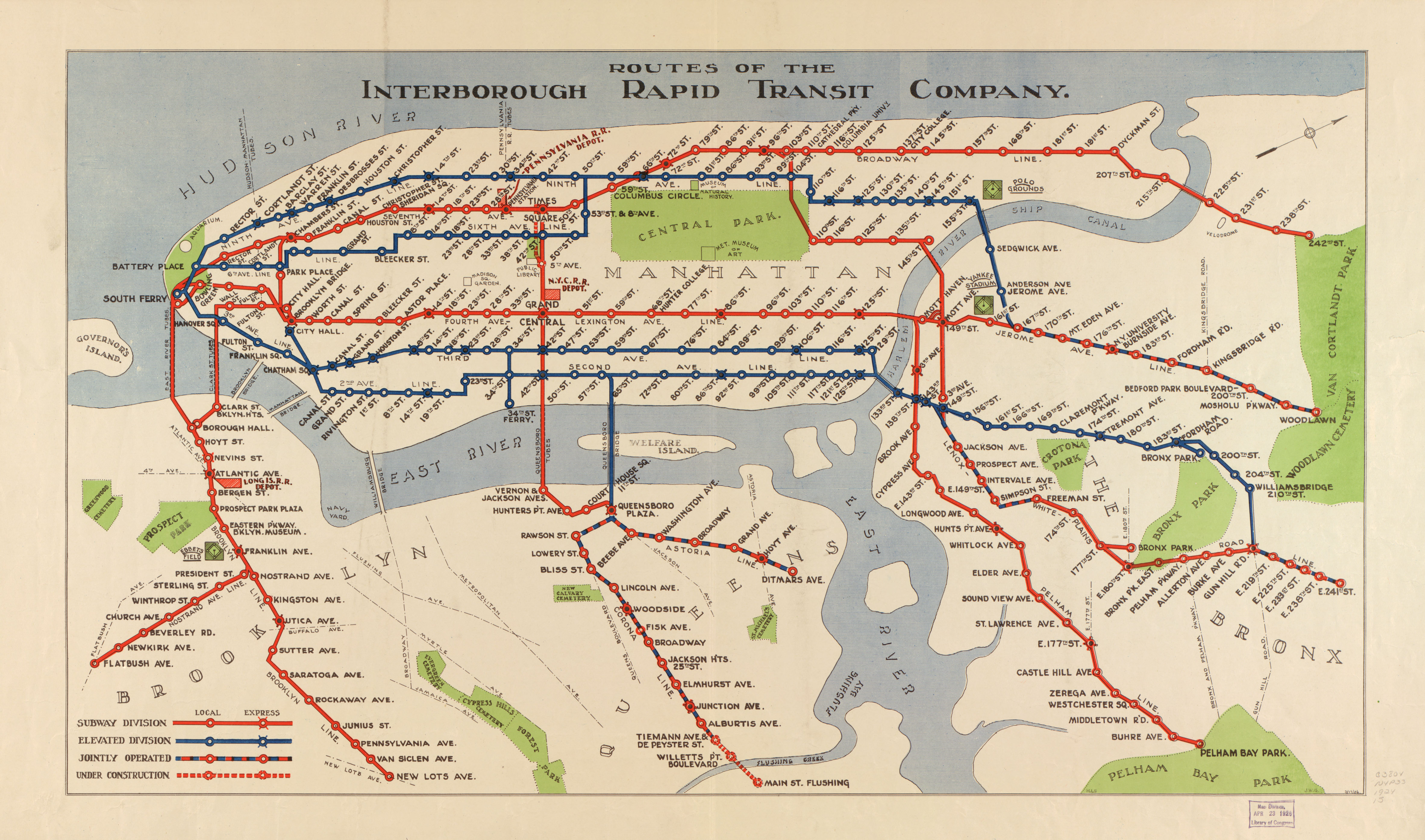
Mappa della rete IRT del 1924

Quando la prima linea metropolitana aprì, le linee si erano consolidate come due compagnie private separate, la Brooklyn Rapid Transit Company (BRT, successivamente Brooklyn-Manhattan Transit Corporation, BMT) e la Interborough Rapid Transit Company (IRT). La città era coinvolta da vicino: tutte le linee costruite per la IRT e la maggior parte delle linee costruite o migliorate dopo il 1913 per la BRT vennero costruite dalla città e affidate alle compagnie attraverso i Dual Contracts. La prima linea costruita e controllata dalla città aprì nel 1932 e portò alla nascita dell'Independent Subway System; questo sistema venne progettato con l'intento di competere con i sistemi privati e permettere l'eliminazione di alcune linee ferroviarie non sotterranee, ma si limitò al centro cittadino a causa della scarsa quantità di capitali iniziali forniti dal ministero statale dei trasporti. Questo comportò anche un costo del biglietto doppio rispetto alla tariffa standard del momento di 5 centesimi.

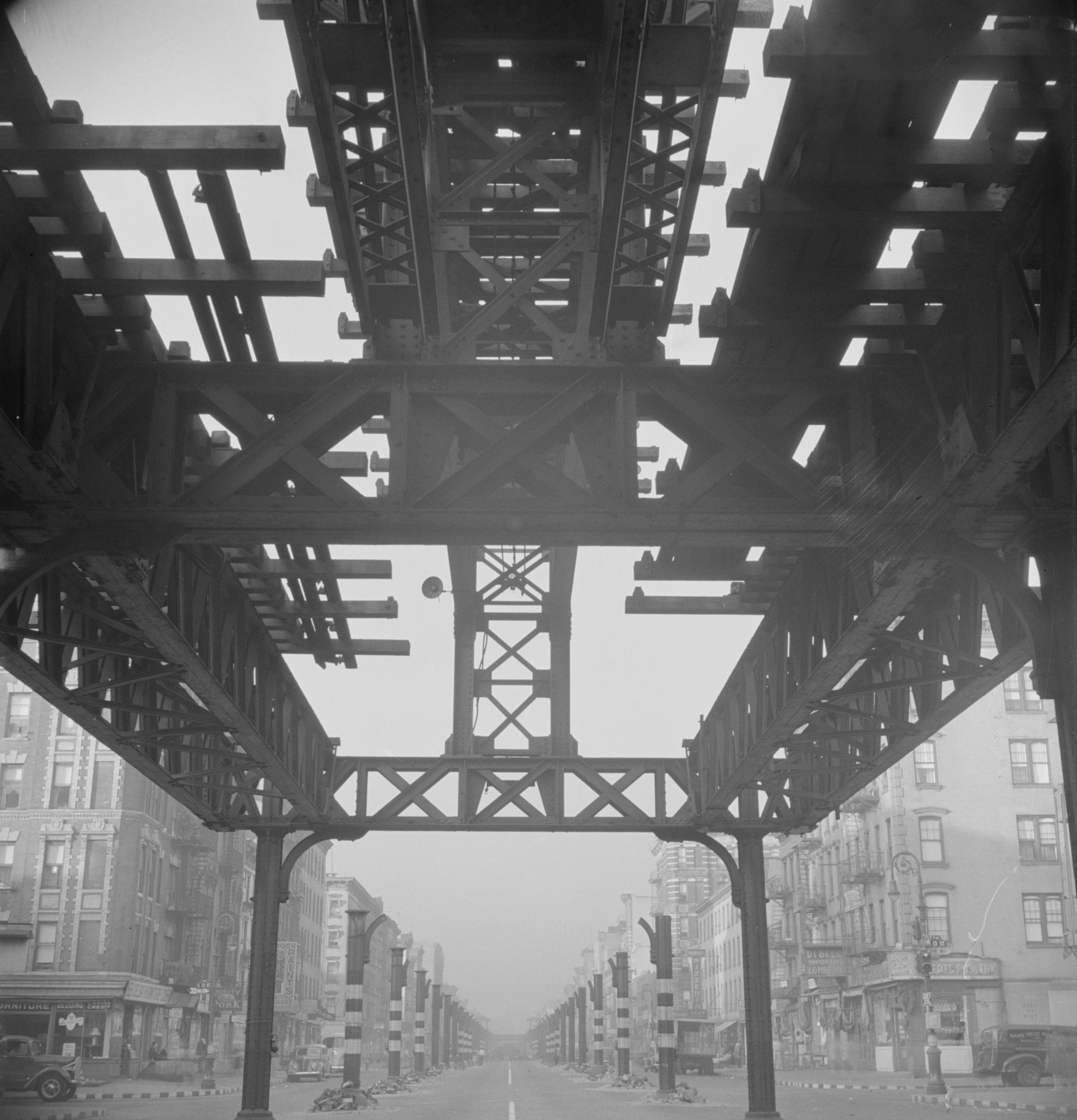
Demolizione della linea IRT Second Avenue nel 1942

Nel 1940 i due sistemi privati vennero acquistati dalla città; alcune linee sopraelevate vennero chiuse subito, altre poco dopo. L'integrazione fu lenta, ma molte interconnessioni vennero costruite tra le linee IND e BMT e attualmente fanno parte di un'unica divisione chiamata Divisione B. A causa delle ridotte dimensioni dei tunnel, con curve troppo strette, e delle stazioni, i mezzi della divisione B non possono essere utilizzati nelle linee IRT, che costituiscono un divisione separata: la Divisione A.
Nel 1934 i lavoratori del BRT, dell'IRT e dell'IND si unirono in un unico sindacato. Da allora ci sono stati solo tre scioperi unificati: nel 1966 per 12 giorni, nel 1980 per 11 giorni e infine il 20 dicembre del 2005 a causa di divergenze con l'MTA circa salari, pensioni, età di pensionamento e costi per le assicurazioni. Lo scioperò durò meno di 3 giorni.

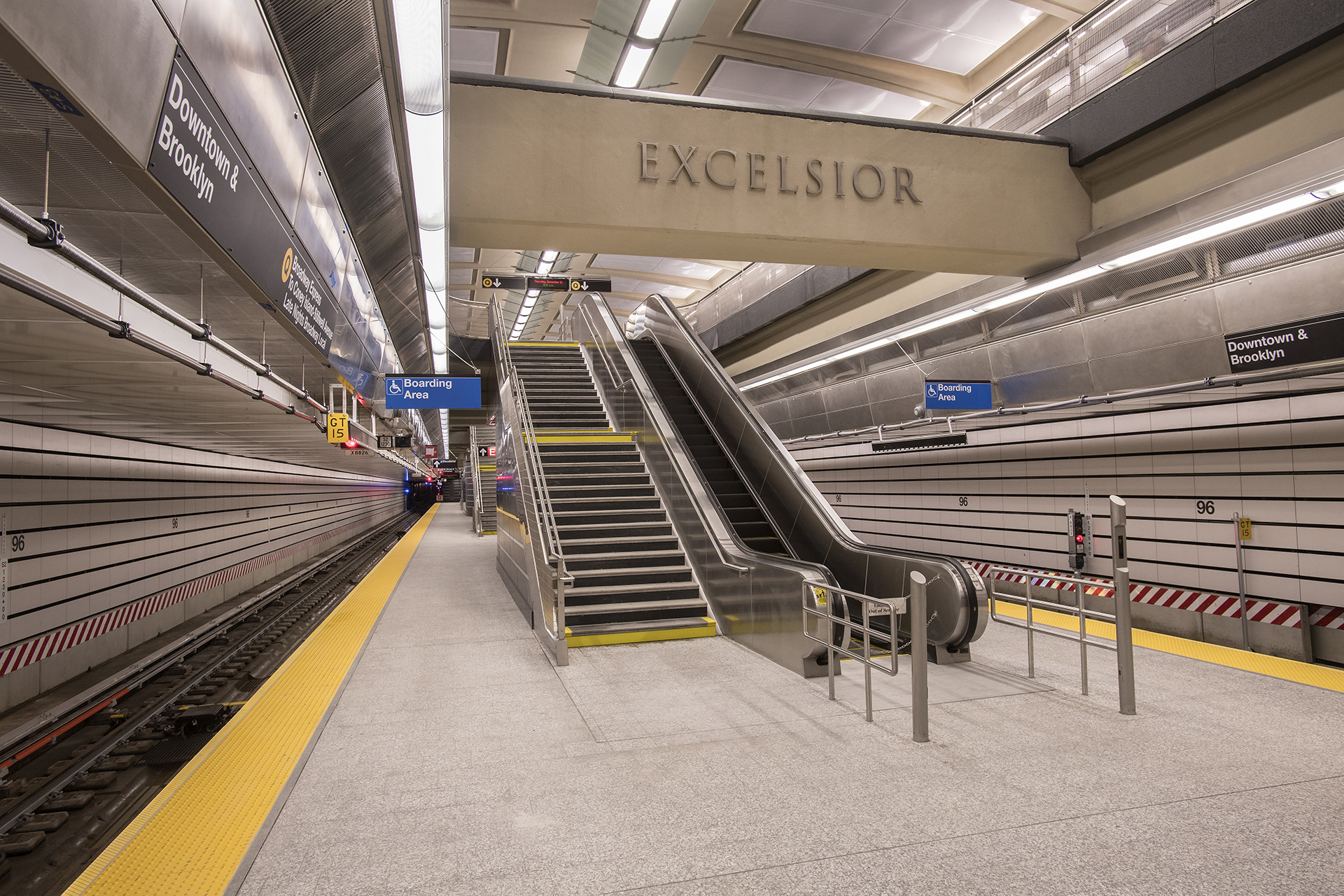
Stazione 96th Street della Second Avenue Subway nel 2016

Il 15 giugno 1953 venne fondata la New York City Transit Authority (NYCTA) affinché si occupasse della gestione del trasporto pubblico nella città di New York. Il 1º marzo 1968 la NYCTA divenne parte dell'appena nata Metropolitan Transportation Authority (MTA).
A partire dagli anni 2000 la metropolitana è stata sottoposta a lavori di ammodernamento ed espansione. I progetti completati includono la prima sezione della Second Avenue Subway nella zona nord di Manhattan, (Modificata dopo l'11 settembre) la 7 Subway Extension nella zona ovest di Manhattan e il Fulton Center.

### Metodologie costruttive
Quando la metropolitana IRT debuttò nel 1904, la tecnologia costruttiva dei tunnel fu quella tipica (cut and cover): le strade vennero eliminate per scavare i tunnel sottostanti, per poi essere ricostruite alla fine dei lavori. Questo metodo andava bene per scavare in terreni soffici e vicino alla superficie stradale. Una talpa meccanica fu invece necessaria per scavi profondi o in terreni più duri o rocciosi, come per esempio nella zona di Harlem e dell'East River, utilizzando tubi in acciaio, e per alcune zone comprese tra la 33rd e la 42nd sotto Park Avenue, tra la 116th e la 120th sotto Broadway e tra la 157th e Fort George sotto Broadway ed Eleventh Avenue.

### Traffico

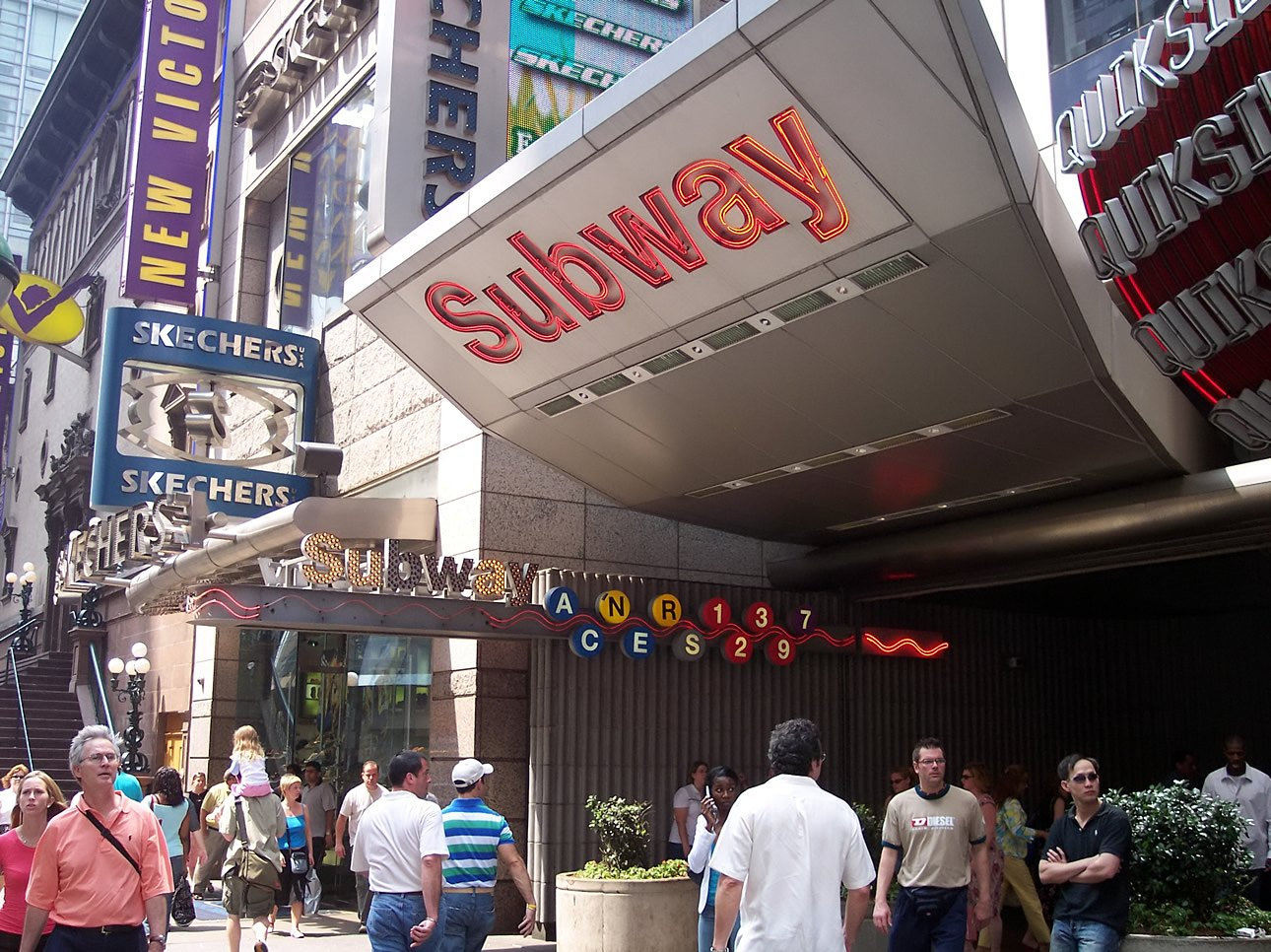
Ingresso della stazione di Times Square, la più trafficata della rete

Ogni giorno vengono effettuate 8 400 corse, con un numero massimo di 550 treni presenti e in movimento contemporaneamente sull'intera rete nelle ore di punta e un minimo di 110 durante le ore notturne.
Nel 2005 la metropolitana di New York raggiunse il record di utilizzo degli ultimi 50 anni, con oltre 1,45 miliardi di passeggeri. Il trend verso un aumento degli utilizzatori è continuato nel 2008; l'azienda che gestisce la linea ha mostrato un aumento dell'utilizzo del 6,8% nel gennaio e febbraio dello stesso anno, causato principalmente dall'aumento del prezzo della benzina che ha incoraggiato l'utilizzo di mezzi di trasporto di massa al posto dell'automobile.
Secondo il ministero dell'energia statunitense, la potenza utilizzata per il trasporto sulla metropolitana era di 630 W per km a passeggero nel 1995, contro i 670 W per il trasporto con automobile. Si noti anche che la cifra per le automobili è in media superiore alla totalità degli Stati Uniti. Guidare un'auto a New York è probabilmente il sistema di trasporto meno efficiente, a causa dell'alta concentrazione di semafori e traffico veicolare.

## Rete
A differenza di gran parte delle reti metropolitane del mondo, nella metropolitana di New York il servizio svolto dalle varie linee non coincide con l'infrastruttura utilizzata; il termine "linea" può quindi riferirsi sia ai tronconi in cui è suddivisa la rete di binari (in inglese line, AFI: [laɪn]), sia al servizio svolto dai treni lungo uno o più tronconi (in inglese service, AFI: [ˈsɜrvɪs]). Dopo l'estensione del 2017, la rete si compone di 34 tronconi ferroviari (lines) su cui sono attive 25 linee (services).

### Linee

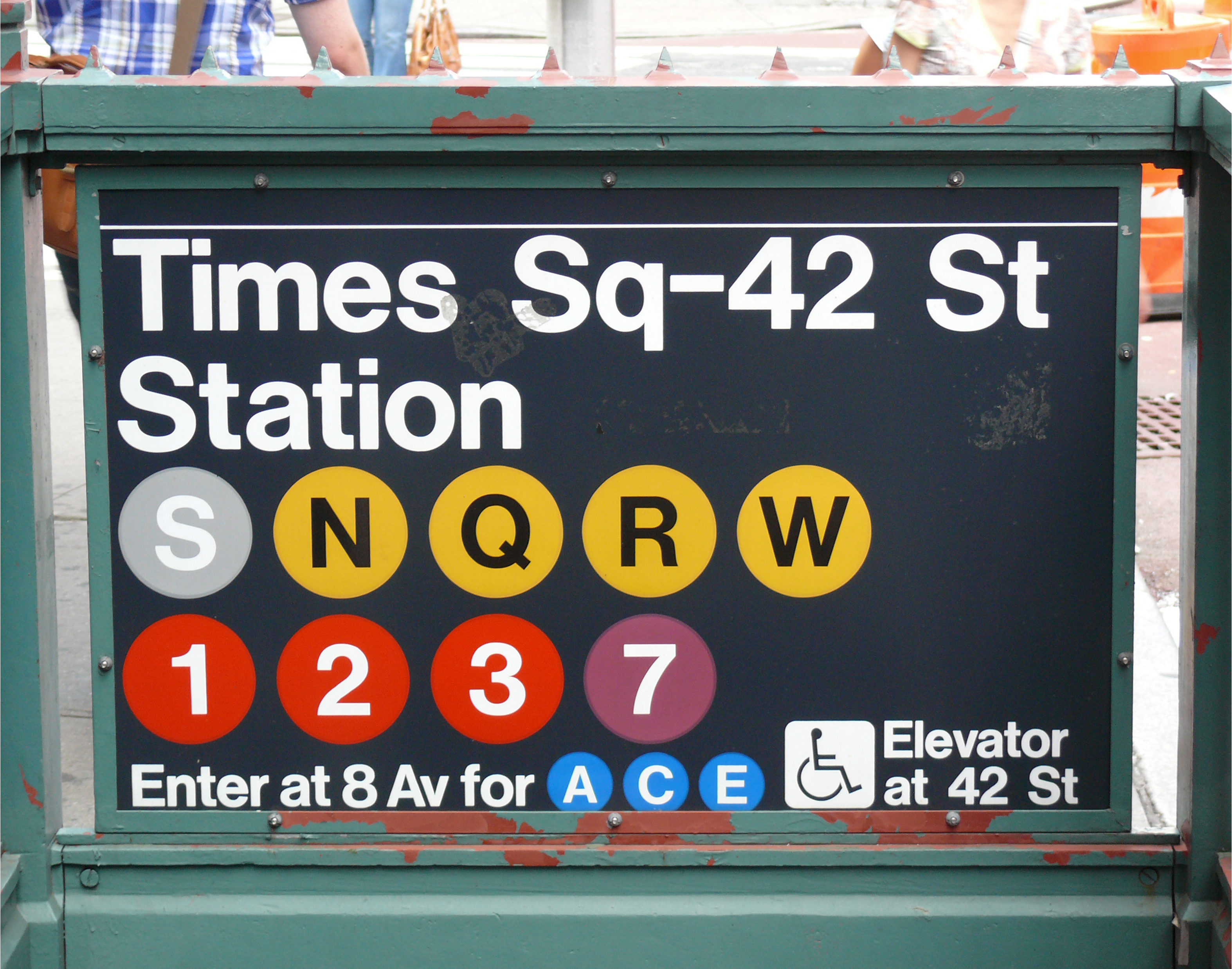
Cartello con i simboli delle linee che transitano presso Times Square

Le 25 linee attive sulla rete includono tre linee di breve lunghezza, chiamate navette (in inglese shuttles, AFI: [ˈʃʌtəlz]). Ogni linea è identificata da un numero o da una lettera; le navette sono indicate tutte e tre con la lettera S. Il servizio svolto dalle linee può essere locale, ovvero i treni fermano in tutte le stazioni, o espresso, se i treni fermano quindi solo nelle stazioni principali. Le linee 1, C, G, L, M, R e W e le tre navette sono interamente locali, le linee 2, 3, 4, 5, A, B, D, E, N, Q e Z sono in parte locali e in parte espresse, mentre le linee F, J, 6 e 7 hanno diversi livelli di servizio a seconda delle fasce orarie.
Il colore assegnato alle linee è legato alla trunk line (AFI: [trʌŋk laɪn]), cioè il troncone principale che viene percorso durante il tragitto attraverso Manhattan: rosso per la linea IRT Broadway-Seventh Avenue, verde mela per la linea IRT Lexington Avenue, magenta per la linea IRT Flushing, blu per la linea IND Eighth Avenue, arancione per la linea IND Sixth Avenue, marrone per la linea BMT Nassau Street, grigio chiaro per la linea BMT Canarsie e giallo per la linea BMT Broadway. Fanno eccezione le tre navette, che hanno assegnato come colore il grigio scuro, e la linea G, che ha assegnato il colore verde lime poiché utilizza la linea IND Crosstown che non attraversa Manhattan. Questo sistema di assegnazione dei colori è in uso dal 1979.
Nonostante la rete sia in funzione 24 ore su 24, durante la sera diverse linee non sono attive o effettuano percorsi e tipi di servizio differenti. Non essendovi alcun periodo di chiusura, per effettuare le necessarie operazioni di manutenzione vengono spesso effettuati cambiamenti temporanei al servizio durante le ore notturne e i fine settimana. Questi cambiamenti sono generalmente annunciati tramite volantini affissi nelle stazioni e nei treni e attraverso il sito web e l'account Twitter della MTA.
| Linea | Percorso                                                                        | Attivazione | Stazioni servite           | Tipologia del servizio                 | Note   |
| --- | ------------------------------------------------------------------------------- | ----------- | -------------------------- | -------------------------------------- | ------ |
| | 242nd Street ↔ South Ferry                                                      | 1904        | 38                         | Locale                                 | [ 23 ] |
| | 241st Street ↔ Flatbush Avenue                                                  | 1904        | 49 / 61 (N)                | Espresso e locale / Locale (N)         | [ 24 ] |
| | 148th Street ↔ New Lots Avenue / Times Square (N)                               | 1904        | 34 / 9 (N)                 | Espresso e locale / Locale (N)         | [ 25 ] |
| | Woodlawn ↔ Utica Avenue / New Lots Avenue (N)                                   | 1917        | 28 / 54 (N)                | Espresso e locale / Locale (N)         | [ 26 ] |
| | Dyre Ave / Nereid Ave (P) ↔ Flatbush Ave / Bowling Green (W), East 180th St (N) | 1918        | 36 / 38 (P), 25 (W), 6 (N) | Espresso e locale / Locale (N)         | [ 27 ] |
| | Pelham Bay Park ↔ Brooklyn Bridge (corse espresse )                             | 1918        | 38 / 29 (corse espresse)   | Locale / Corse espresse (P)            | [ 28 ] |
| | Main Street ↔ 34th Street (corse espresse )                                     | 1915        | 22 / 12 (corse espresse)   | Locale / Corse espresse (P)            | [ 29 ] |
| | Times Square ↔ Grand Central                                                    | 1918        | 2                          | Locale / Non attiva (N)                | [ 30 ] |
| | 207th Street ↔ Lefferts Boulevard o Far Rockaway / Rockaway Park (P)            | 1932        | 40 / 44 (P), 62 (N)        | Espresso e locale / Locale (N)         | [ 31 ] |
| | 145th Street / Bedford Park Boulevard (P) ↔ Brighton Beach                      | 1940        | 27 / 37 (P)                | Espresso e locale / Non attiva (W)     | [ 32 ] |
| | 168th Street ↔ Euclid Avenue                                                    | 1933        | 40                         | Locale / Non attiva (N)                | [ 33 ] |
| | 205th Street ↔ Coney Island                                                     | 1940        | 36 / 30 (P), 41 (N)        | Espresso e locale                      | [ 34 ] |
| | Jamaica Center ↔ World Trade Center                                             | 1933        | 20 / 32 (N)                | Espresso e locale / Locale (N)         | [ 35 ] |
| | 179th Street ↔ Coney Island (corse espresse )                                   | 1940        | 45 / 39 (corse espresse)   | Espresso e locale / Corse espresse (P) | [ 36 ] |
| | Court Square ↔ Church Avenue                                                    | 1933        | 21                         | Locale                                 | [ 37 ] |
| | Jamaica Center ↔ Broad Street                                                   | 1888        | 30 / 20 (P)                | Locale / Espresso e locale (P)         | [ 38 ] |
| | Eighth Avenue ↔ Rockaway Parkway                                                | 1924        | 24                         | Locale                                 | [ 39 ] |
| | 71st Avenue / Essex Street (W), Myrtle Avenue (N) ↔ Metropolitan Avenue         | 1914        | 36 / 13 (W), 8 (N)         | Espresso e locale / Locale (N)         | [ 40 ] |
| | Ditmars Boulevard ↔ Coney Island                                                | 1915        | 28 / 32 (W), 45 (N)        | Espresso e locale / Locale (N)         | [ 41 ] |
| | 96th Street ↔ Coney Island                                                      | 1920        | 29 / 34 (N)                | Espresso e locale / Locale (N)         | [ 42 ] |
| | 71st Avenue / Whitehall Street (N) ↔ 95th Street                                | 1916        | 45 / 17 (N)                | Locale                                 | [ 43 ] |
| | Ditmars Boulevard ↔ Whitehall Street                                            | 2016        | 23                         | Locale / Non attiva (N e W)            | [ 44 ] |
| | Jamaica Center ↔ Broad Street                                                   | 1988        | 21                         | Espresso e locale / Non attiva (M)     | [ 38 ] |
| | Franklin Avenue ↔ Prospect Park                                                 | 1963        | 4                          | Locale                                 | [ 45 ] |
| | Broad Channel ↔ Rockaway Park                                                   | 1956        | 5                          | Locale                                 | [ 46 ] |
| Note: N = durante la notte, P = durante le ore di punta, W = durante i fine settimana (sabato e domenica), M = durante le ore di morbida. |                                                                                 |             |                            |                                        |        |

### Infrastrutture

Mappa dei tratti in superficie (blu) e sotterranei (arancione) della rete

Mappa della rete con indicato il numero di binari nelle varie tratte

I 34 tronconi ferroviari che compongono la rete vengono identificati da un nome e un acronimo a tre lettere, che indica il sistema di cui facevano parte prima dell'unificazione della rete metropolitana nel 1940: IRT per Interborough Rapid Transit Company, BMT per Brooklyn-Manhattan Transit Corporation e IND per Independent Subway System. Le linee IRT sono raggruppate nella divisione A, mentre quelle BMT e IND nella divisione B. La principale differenza tra le due divisioni è rappresentata dal materiale rotabile che, a causa di differenti sagome limite, è più stretto nella divisione A rispetto a quella B.
Circa il 40% della rete si sviluppa in superficie. Tutte le linee hanno almeno due binari, a eccezione del tratto tra Franklin Avenue e Park Place della linea BMT Franklin Avenue, che ne ha uno solo. Nelle linee con tre o quattro binari, i due esterni sono generalmente usati dai treni locali, mentre quelli interni sono impiegati dai treni espressi.
| Infrastruttura                    | Apertura  | Stazioni | Binari | Utilizzo | Tipologia                   |
| --------------------------------- | --------- | -------- | ------ | -------- | --------------------------- |
| Divisione A                       |           |          |        |          |                             |
| Linea IRT 42nd Street             | 1904      | 2        | 2      |          | Sotterranea                 |
| Linea IRT Broadway-Seventh Avenue | 1904–1919 | 44       | 2–4    |          | Sotterranea e di superficie |
| Linea IRT Dyre Avenue             | 1941      | 5        | 2–4    |          | Sotterranea e di superficie |
| Linea IRT Eastern Parkway         | 1908–1920 | 11       | 4      |          | Sotterranea                 |
| Linea IRT Flushing                | 1915–2015 | 22       | 2–5    |          | Sotterranea e di superficie |
| Linea IRT Jerome Avenue           | 1917–1918 | 14       | 2–3    |          | Sotterranea e di superficie |
| Linea IRT Lenox Avenue            | 1904–1968 | 6        | 2–3    |          | Sotterranea e di superficie |
| Linea IRT Lexington Avenue        | 1904–1918 | 23       | 2–4    |          | Sotterranea                 |
| Linea IRT New Lots                | 1920–1922 | 7        | 2–3    |          | Di superficie               |
| Linea IRT Nostrand Avenue         | 1920      | 7        | 2      |          | Sotterranea                 |
| Linea IRT Pelham                  | 1918–1920 | 18       | 2–3    |          | Di superficie               |
| Linea IRT White Plains Road       | 1904–1920 | 20       | 2–3    |          | Di superficie               |
| Divisione B                       |           |          |        |          |                             |
| Linea BMT Astoria                 | 1917      | 7        | 2–3    |          | Di superficie               |
| Linea BMT Brighton                | 1878–1920 | 20       | 2–6    |          | Sotterranea e di superficie |
| Linea BMT Broadway                | 1917–1919 | 16       | 2–4    |          | Sotterranea                 |
| Linea BMT Canarsie                | 1865–1931 | 27       | 2      |          | Sotterranea e di superficie |
| Linea BMT Fourth Avenue           | 1915–1925 | 16       | 4      |          | Sotterranea                 |
| Linea BMT Franklin Avenue         | 1878      | 4        | 1–2    |          | Di superficie               |
| Linea BMT Jamaica                 | 1885–1918 | 22       | 2–3    |          | Di superficie               |
| Linea BMT Myrtle Avenue           | 1889–1915 | 7        | 2      |          | Di superficie               |
| Linea BMT Nassau Street           | 1908–1931 | 6        | 2–6    |          | Sotterranea                 |
| Linea BMT Sea Beach               | 1915–1918 | 10       | 2–4    |          | Di superficie               |
| Linea BMT West End                | 1916–1917 | 13       | 3–6    |          | Di superficie               |
| Linea BMT/IND 63rd Street         | 1989      | 3        | 2–4    |          | Sotterranea                 |
| Linea BMT/IND Archer Avenue       | 1988      | 3        | 2–4    |          | Sotterranea                 |
| Linea IND Concourse               | 1933      | 12       | 2–3    |          | Sotterranea                 |
| Linea IND Crosstown               | 1933–1937 | 13       | 2–4    |          | Sotterranea                 |
| Linea IND Culver                  | 1919–1954 | 21       | 2–6    |          | Sotterranea e di superficie |
| Linea IND Eighth Avenue           | 1932–1933 | 30       | 2–4    |          | Sotterranea                 |
| Linea IND Fulton Street           | 1915–1956 | 22       | 2–4    |          | Sotterranea e di superficie |
| Linea IND Queens Boulevard        | 1933–1950 | 25       | 2–6    |          | Sotterranea                 |
| Linea IND Rockaway                | 1956–1958 | 14       | 2–4    |          | Di superficie               |
| Linea IND Second Avenue           | 2017      | 3        | 2      |          | Sotterranea                 |
| Linea IND Sixth Avenue            | 1936–1968 | 14       | 2–4    |          | Sotterranea                 |

## Stazioni

### Struttura
Delle 472 stazioni che compongono la rete, 275 sono sotterranee e 197 di superficie. L'accesso alle stazioni avviene solitamente tramite scale o, più raramente, scale mobili o ascensori. Gli accessi sono generalmente dipinti con una particolare gradazione di verde (Pantone 350) e quasi tutti sono dotati di lampade sferiche o cubiche che indicano se si tratta di un ingresso o di un'uscita. In alcuni casi gli accessi sono integrati nelle strutture di edifici privati.
In gran parte delle stazioni le scale di accesso portano al mezzanino, dove si trovano i tornelli e le biglietterie. I tipi di tornelli in uso sono due: quelli a mezza altezza, che sono i più comuni e furono installati a partire dal 1993, e quelli a tutta altezza chiamati High Entry-Exit Turnstile (HEET). Nelle stazioni sotterranee il mezzanino coincide con il primo livello posto sotto il piano stradale, nelle stazioni in viadotto è invece collocato al di sotto del piano binari, mentre nelle stazioni a livello del terreno o in trincea il suo ruolo è assunto da un fabbricato viaggiatori. Le stazioni sotterranee situate a poca profondità, caratteristica comune in molte delle prime linee IRT e BMT, non hanno un mezzanino e gli accessi portano direttamente alle banchine.

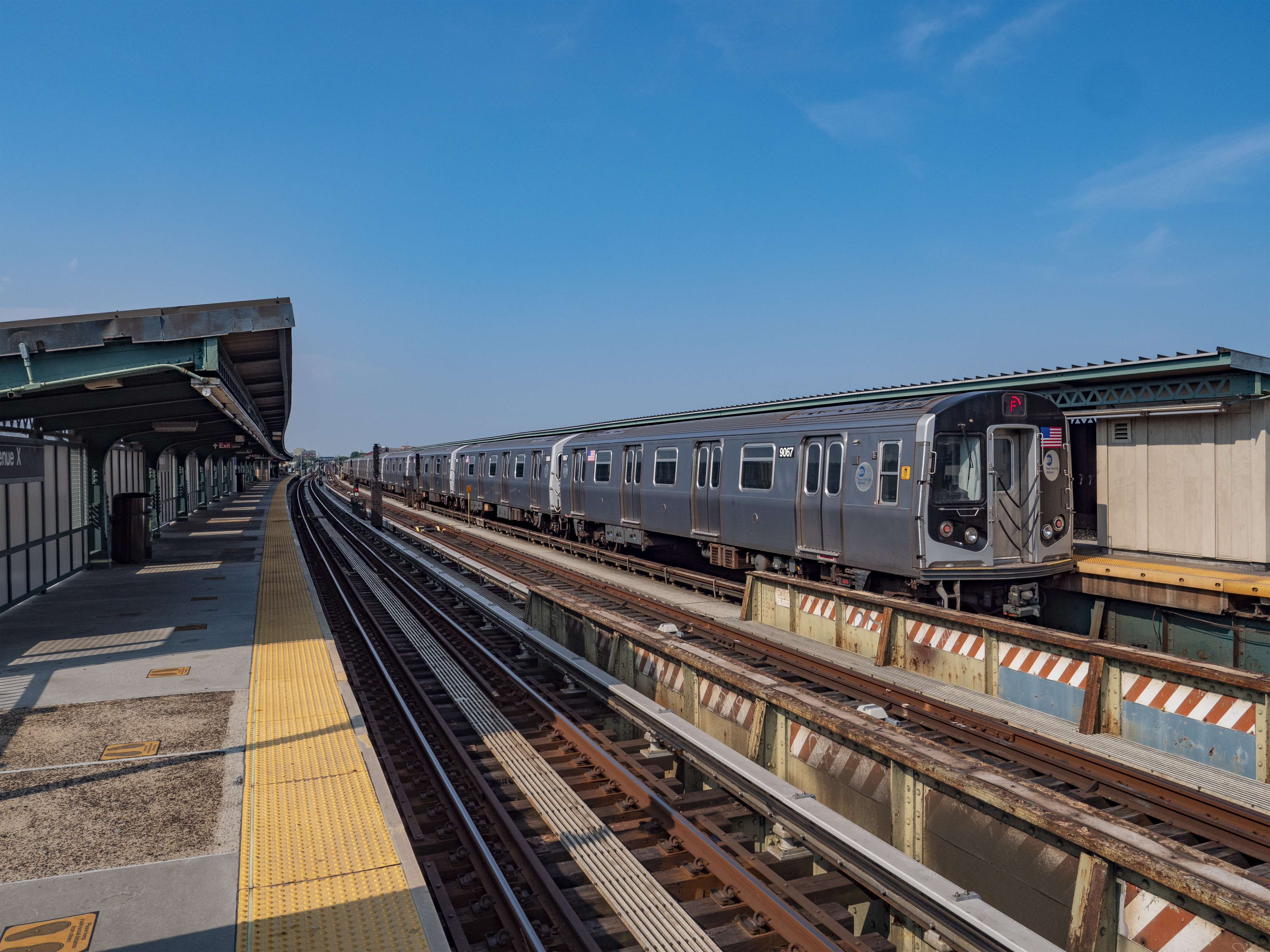
Avenue X, una stazione di superficie

Le banchine delle stazioni IRT sono lunghe solitamente 160 metri, quelle delle stazioni BMT circa 190 metri e quelle delle stazioni IND poco più di 200 metri. Le configurazioni più comuni sono: una banchina a isola o due banchine laterali nelle stazioni con due binari, due banchine laterali nelle stazioni con tre o quattro binari dove fermano solo i treni locali e due banchine a isola nelle stazioni con tre o quattro binari dove fermano sia treni espressi che locali. Le stazioni di 34th Street della linea IND Eighth Avenue, 34th Street della linea IRT Broadway-Seventh Avenue e Atlantic Avenue-Barclays Center della linea IRT Eastern Parkway, che sono punti di interscambio con importanti stazioni ferroviarie, hanno una configurazione particolare, con quattro binari serviti da due banchine laterali e una a isola, così da evitare eccessivi affollamenti. Generalmente il piano binari occupa un solo livello, ma ci sono alcune stazioni in cui si sviluppa su due livelli.

### Architettura

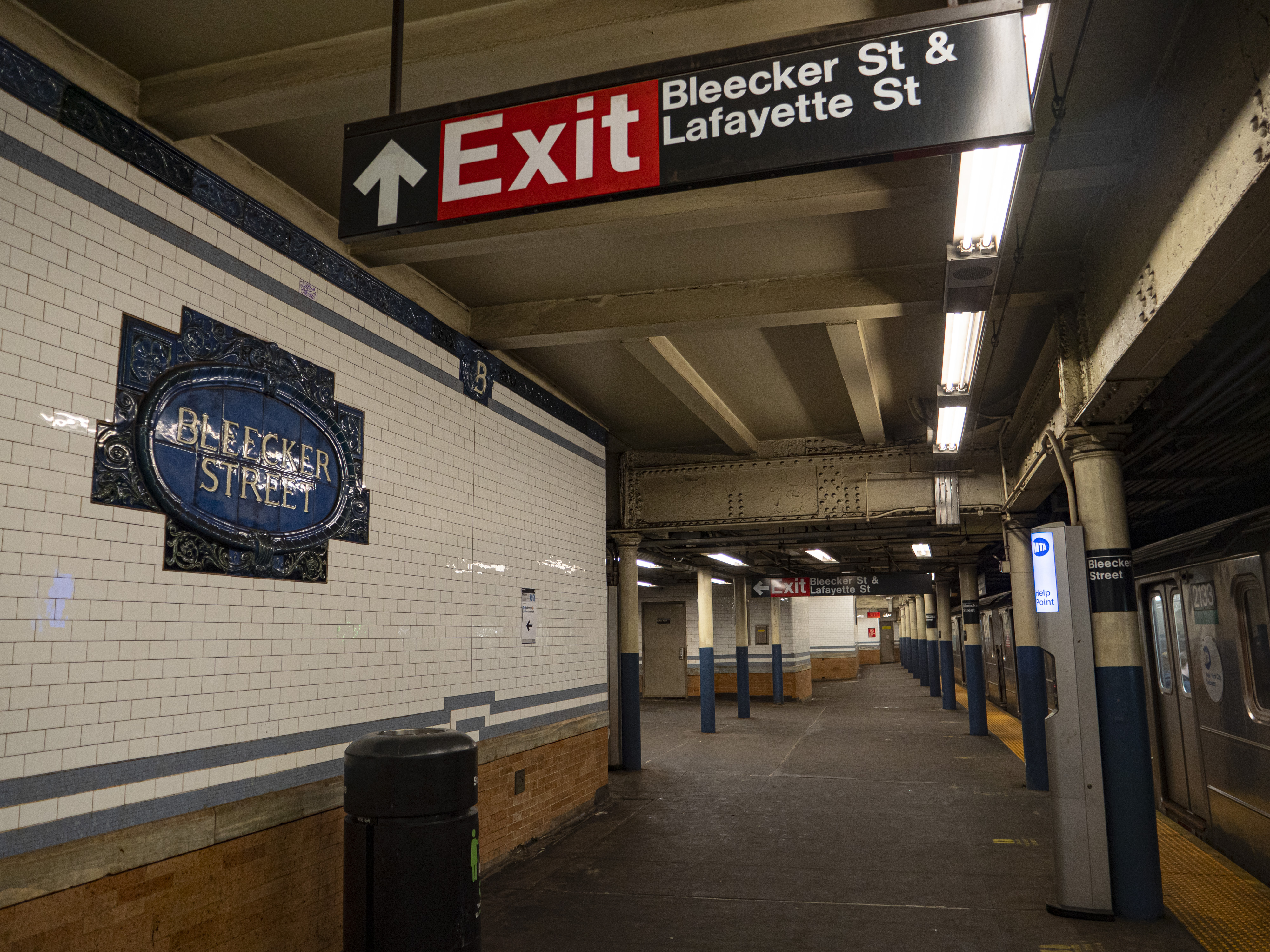
Bleecker Street conserva diverse decorazioni risalenti a inizio 1900

Le stazioni più antiche della rete, costruite come parte della prima linea sotterranea dell'Interborough Rapid Transit Company (IRT), vennero progettate dallo studio di architettura Heins & LaFarge. Per le pareti furono usati due tipi di rivestimenti: laterizio o marmo nella parte bassa, dove l'usura è maggiore, e piastrelle bianche smaltate nelle restanti aree. In cima alle pareti sono presenti fregi con decorazioni legate a elementi locali; immediatamente sotto di essi, a intervalli regolari, si trovano i bassorilievi con il nome della stazione. Le decorazioni vennero prodotte dalle aziende Grueby Faience Company di Boston e Rookwood Pottery di Cincinnati. Le stazioni IRT e BMT realizzate sotto i Dual Contracts furono invece affidate all'architetto Squire J. Vickers. Vickers si ispirò parecchio al precedente lavoro di Heins & LaFarge, ma preferì utilizzare mosaici invece di bassorilievi, che da un punto di vista strettamente pratico erano più semplici da mantenere, e decorazioni semplificate.
Le stazioni che facevano parte dell'Independent Subway System (IND) hanno un aspetto più semplice e austero. Le pareti sono ricoperte con piastrelle bianche e sono arricchite da una fascia di piastrelle colorate sui toni del rosso, giallo, verde, blu o viola. Lo stesso colore è impiegato anche nei mosaici che riportano il nome della stazione. Tra gli anni 1950 e 1970 le banchine di numerose stazioni IRT e BMT furono allungate per poter accogliere treni con 10 carrozze; queste nuove sezioni vennero solitamente decorate con semplici piastrelle bianche smaltate. Uno stile simile fu adottato nel 1970 durante il rinnovo di 16 stazioni lungo le linee BMT Broadway e BMT Fourth Avenue e venne fortemente criticato, in quanto portò alla copertura degli elaborati mosaici originali. Le stazioni aperte a partire dagli anni 2000 usano piastrelle bianche in grès porcellanato.
Nel 1985 la MTA ha avviato un programma denominato MTA Arts & Design per incentivare l'installazione di opere artistiche all'interno delle stazioni. Attraverso il programma sono state installate opere in più di 260 stazioni. Le opere sono realizzate utilizzando materiali durevoli, come piastrelle in ceramica, tessere di mosaico, bronzo, acciaio o vetro; la maggior parte è site-specific. Tra gli artisti che vi hanno partecipato ci sono Romare Bearden, Vito Acconci, Jacob Lawrence, Sol LeWitt, Roy Lichtenstein, Vik Muniz e Chuck Close.

### Servizi

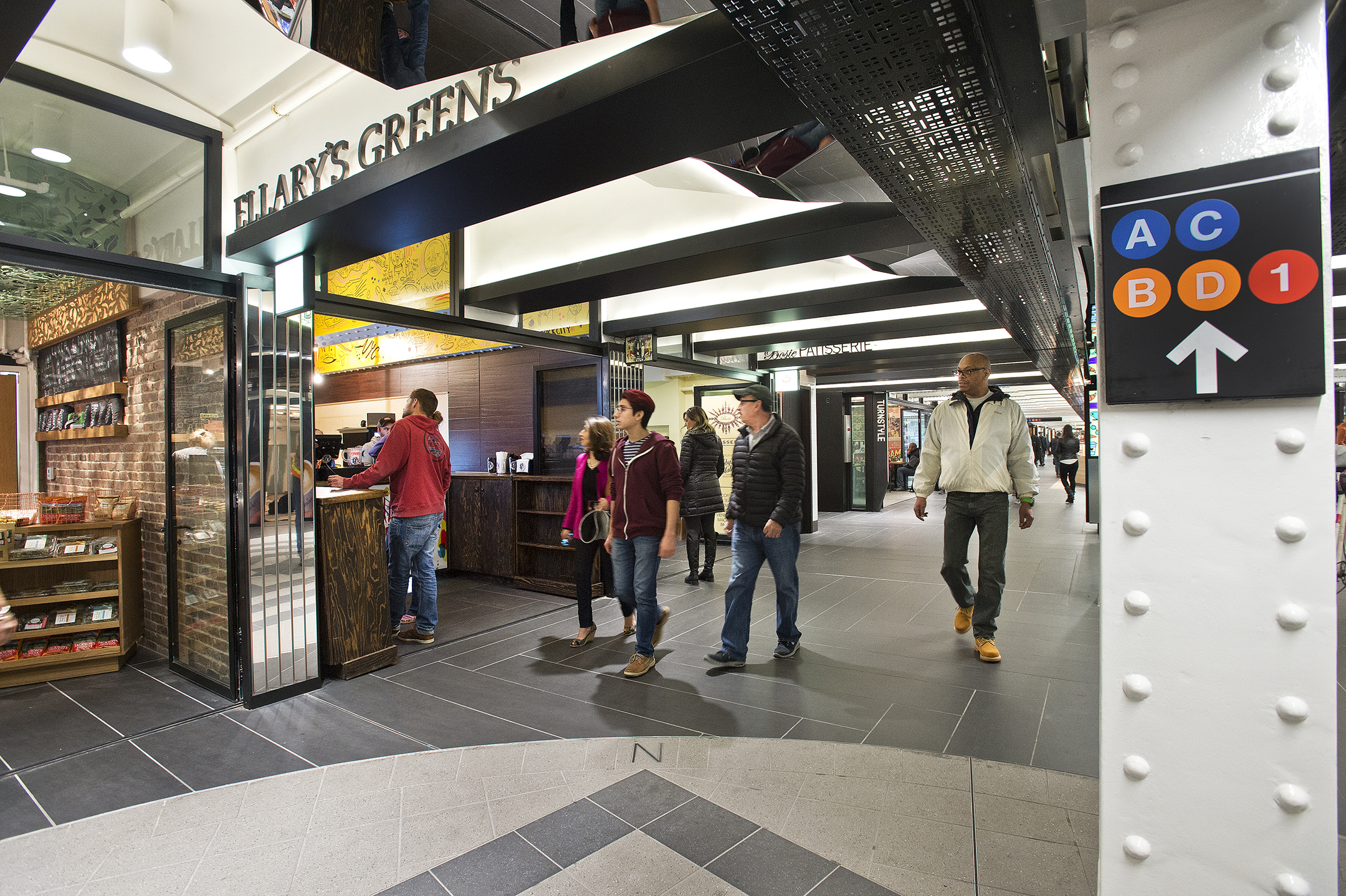
Negozi all'interno della stazione di Columbus Circle, aperti nel 2016

Tutte le stazioni della rete sono dotate di biglietterie automatiche o a sportello. Secondo dati del 2019, solo 51 stazioni dispongono di servizi igienici funzionanti e aperti al pubblico, principalmente perché, con il passare del tempo, la stragrande maggioranza di essi è stata chiusa e convertita in depositi o a uso esclusivo dei dipendenti. La stazione di Grand Central-42nd Street e quelle di recente apertura (34th Street-Hudson Yards, South Ferry, WTC Cortlandt e le tre stazioni della linea IND Second Avenue) sono le uniche dotate di impianti di aria condizionata e solo poche altre hanno ventilatori a soffitto.
In diverse stazioni sono presenti edicole per la vendita di giornali e in quelle più utilizzate, come Times Square, 42nd Street-Bryant Park e Columbus Circle, è possibile trovare anche negozi di vendita al dettaglio. In totale, all'interno della rete sono presenti 326 spazi commerciali, inclusi 111 destinati a edicole; nel 2019 solo il 60% degli spazi era occupato.

### Accessibilità
Al 2022 solo 135 delle 472 stazioni che compongono la rete sono accessibili alle persone con disabilità motoria, principalmente grazie all'installazione di ascensori o rampe; di queste, cinque hanno accessibile solo la banchina in direzione nord e quattro solo quella in direzione sud. Se le stazioni di interscambio vengono conteggiate come una singola stazione, le stazioni della rete totalmente accessibili sono 95 su 424, mentre 14 hanno solo alcune banchine accessibili. La MTA è stata frequentemente criticata per la diffusa inaccessibilità della rete. La metropolitana di New York ha infatti una delle percentuali più basse di stazioni accessibili (poco più del 28%) tra le principali reti metropolitane del mondo. Nel luglio 2018 un rapporto del New York City Comptroller ha rilevato che, dei 189 quartieri ufficialmente riconosciuti dalla città, 122 hanno almeno una stazione della metropolitana, ma solo 62 ne hanno almeno una accessibile.

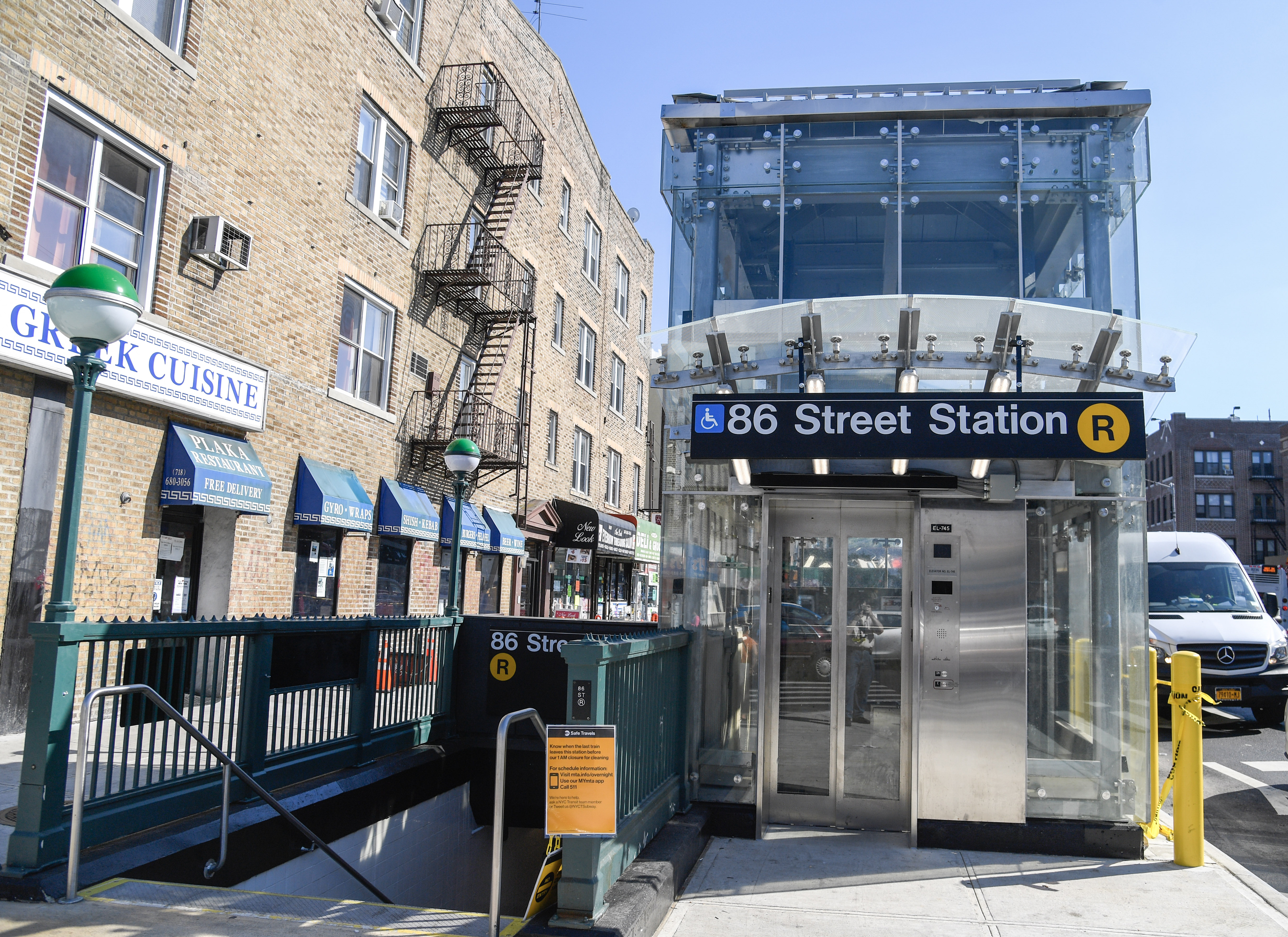
Un nuovo ascensore installato nella stazione di 86th Street nel 2020

La prima legge volta a garantire alle persone con disabilità l'accesso ai mezzi di trasporto pubblico fu il Federal Rehabilitation Act del 1973. Nello specifico, la sezione 504 della legge, secondo l'interpretazione dell'epoca, richiedeva che le reti di trasporto pubblico fossero accessibili alle persone con disabilità o avrebbero rischiato di perdere i finanziamenti federali. Per gran parte degli anni 1970 la MTA si rifiutò tuttavia di accettare tale interpretazione e nel settembre 1980, nonostante la minaccia di perdere i finanziamenti federali, un voto del consiglio della MTA rimarcò tale contrarietà, sostenendo che gli interventi di adeguamento necessari sarebbero stati troppo costosi, pari a più di 1,5 miliardi di dollari. Solo con l'entrata in vigore dell'Americans with Disabilities Act (ADA) il 26 luglio 1990, la MTA fu obbligata a rendere la rete metropolitana accessibile. La legge inoltre stabiliva che tutte le aziende di trasporto pubblico dovessero presentare alla Federal Transit Administration (FTA), entro il 26 luglio 1992, un piano per rendere le stazioni più importanti (key stations) accessibili entro i successivi 30 anni. Il piano presentato dalla New York City Transit Authority (NYCTA) prevedeva di rendere 67 stazioni conformi all'ADA entro il 2010. Nel 1991 le stazioni accessibili erano 20 su 469; questo numero era poi salito a 89 nel 2011.

## Informazioni ai passeggeri

### Segnaletica
La segnaletica venne progettata da Bob Noorda, Massimo Vignelli e Peter Van Delft dello studio Unimark International.

### Orario di arrivo dei treni
Nel 2003 l'MTA firmò un contratto da 160 milioni di dollari con la Siemens per l'installazione di cartelloni elettronici che segnalino i treni in arrivo, chiamato Public Address/Customer Information Screens (PA/CIS), per 158 delle sue stazioni IRT (linee numerate). Questi segnali sono diversi dai segnali a LED in uso, che mostrano la data e l'ora. Sono comunque nati molti problemi con il software usato dalla Siemens e l'MTA ha bloccato i pagamenti all'azienda nel maggio del 2006. L'MTA iniziò le pratiche per eliminare l'accordo con la Siemens, ma un mese dopo la stessa azienda annunciò che erano riusciti a risolvere tutti i problemi del software. L'attivazione dei cartelloni fu programmata per la fine del 2007. Un sistema differente è stato sviluppato e installato con successo sulla linea L.
A fine settembre del 2008 l'MTA posticipò il completamento per il 2011. L'installazione dei cartelloni elettronici in tutte le stazioni della rete è stata completata il 1º gennaio 2018.

### Annunci sui treni
I veicoli più nuovi, come il R142, dispongono di voci registrate che annunciano informazioni sulle stazioni, la chiusura delle porte e altri messaggi generali; il macchinista può anche effettuare annunci sul momento. Le registrazioni iniziarono alla fine degli anni novanta utilizzando gli speaker di Bloomberg Radio, che si resero disponibili grazie alla proposta del loro datore di lavoro, e futuro sindaco di New York, Michael Bloomberg. Le voci sono quelle di Jessica Gottesman, Charlie Pellett e Catherine Cowdery. Riguardo al perché certi messaggi sono registrati da voce maschile e altri da voce femminile, il rappresentante dell'MTA Gene Sansone disse nel 2006 che «La maggior parte degli ordini sono dati da voci maschili, mentre i messaggi informativi da voci femminili, perché molti psicologi concordano che le persone sono più recettive agli ordini che provengono dagli uomini e alle informazioni che provengono dalle donne».

### Lampade sferiche
In cima all'ingresso della maggior parte delle stazioni è possibile trovare una o due lampade sferiche colorate. Prima dell'introduzione della MetroCard, avvenuta nel 1994, queste luci indicavano l'accessibilità di un ingresso della stazione. Illuminate di verde significavano che quell'entrata della stazione era aperta 24 ore al giorno, la luce gialla indicava che era aperta solo durante le ore diurne e una luce rossa indicava che quell'entrata della stazione era chiusa. Le luci gialle vennero sostituite dalle luci rosse. Attualmente la luce verde indica entrate di stazioni aperte 24 ore al giorno e la luce rossa entrate di stazioni aperte solo nelle ore diurne o addirittura di sola uscita. Non tutte le lampade sono di forma sferica. Infatti negli ultimi anni alcune entrate sono contrassegnate da lampade rettangolari poste su dei pannelli, mentre in altre stazioni della città ci sono ancora lampade cubiche di inizio anni ottanta.

## Tariffe

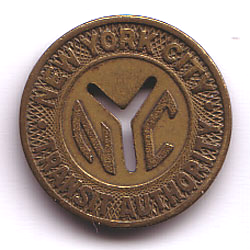
Un gettone NYCTA della metà del '900

### Gettoni e monete
Dall'inaugurazione del servizio metropolitano IRT nel 1904 fino al sistema unificato del 1948 (includendo i sistemi BMT e IND), la tariffa per un tragitto nella metropolitana di una misura era di 5 centesimi. Solo il 1º luglio 1948 la tariffa venne incrementata a 10 centesimi e da allora è sempre aumentata. Quando venne creata l'autorità per il trasporto pubblico cittadino nel luglio del 1953, il prezzo venne aumentato a 15 centesimi e venne creato un gettone specifico. Fino al 13 aprile del 2003 i passeggeri pagavano la corsa con gettoni acquistati alla stazione. Il gettone è stato cambiato periodicamente con il cambio del prezzo. Per il 75º anniversario della metropolitana nel 1979 (chiamato anche le nozze di diamante) venne creato un gettone speciale con un diamante intagliato e con l'immagine di un vagone del 1904. Molti vennero acquistati per collezionismo e non vennero utilizzati dai passeggeri. L'ultima modifica effettuata al gettone fu un foro nel mezzo e, dopo che vennero tolti dal commercio, molti divennero dei gioielli fatti in casa. I vecchi gettoni possono essere rimborsati spedendoli all'ufficio del tesoro dell'MTA.
Ci fu una controversia nei primi anni ottanta, quando si scoprì che i gettoni utilizzati per pagare l'autostrada a pedaggio del Connecticut avevano le stesse dimensioni e lo stesso peso dei gettoni della metropolitana di New York. Visto che costavano meno di un terzo di quelli della metropolitana, cominciarono ad apparire nelle cassette dei tornelli della stessa metropolitana. Le autorità del Connecticut inizialmente furono d'accordo nel cambiare la dimensione dei loro gettoni, ma successivamente si rifiutarono e il problema rimase insoluto fino al 1985, quando il Connecticut smise di utilizzare l'apertura a gettone nelle sue autostrade a pagamento. In quel momento all'MTA furono pagati 17,5 centesimi per ognuno degli oltre 2 milioni di gettoni raccolti durante i tre anni della guerra dei gettoni.

### MetroCard
Nel 1994 la metropolitana introdusse un sistema di pagamento, chiamato MetroCard, che permette ai passeggeri di utilizzare tessere che contengono l'esatto valore di quanto pagato al venditore o alla macchinetta elettronica. La MetroCard venne rafforzata nel 1997 per permettere ai passeggeri di effettuare trasferimenti gratuiti tra metropolitana e autobus entro due ore. Il gettone non venne più accettato a partire dal 2003. Lo stesso anno l'MTA alzò il prezzo base della corsa a 2 $, tra le proteste dei passeggeri e gruppi di difesa, come la Straphangers Campaign. Nel 2008 l'MTA aumentò i prezzi delle MetroCards illimitate, ma lasciò il prezzo della corsa base a 2 dollari. Dal 2018 il prezzo di una singola corsa è di $2,75, mentre il prezzo del biglietto della navetta AirTrain dell'aeroporto JFK costa $5.
Nel 2019 venne introdotto per alcune linee della metropolitana il sistema di pagamento contactless OMNY, grazie al quale la convalida del biglietto avviene con l'avvicinamento della tessera all'apposito display. La MetroCard può inoltre essere rimpiazzata dal pagamento con Apple Pay.
Nel luglio 2006 la MTA lanciò un programma pilota per testare un nuovo sistema di pagamento con carte RFID. Il programma, che si svolse in tutte le stazioni della linea IRT Lexington Avenue e in quattro stazioni nel Bronx, Brooklyn e Queens (138th Street-Grand Concourse, Borough Hall, 23rd Street-Ely Avenue e 45th Road-Court House Square), doveva originariamente terminare il 31 dicembre 2006, ma venne prorogato fino al 31 maggio 2007. Il nuovo sistema utilizzava carte MasterCard PayPass e aveva lo scopo di alleviare la congestione vicino all'area dei tornelli e di ridurre il tempo speso per pagare il biglietto.

## Segnalamento
Nella metropolitana di New York vengono utilizzati per il segnalamento un insieme di vecchi e nuovi sistemi. La maggior parte delle linee utilizza il segnalamento a blocchi, mentre alcune sono dotate del communication based train control (CBTC), che in futuro potrebbe consentire di automatizzarle completamente.

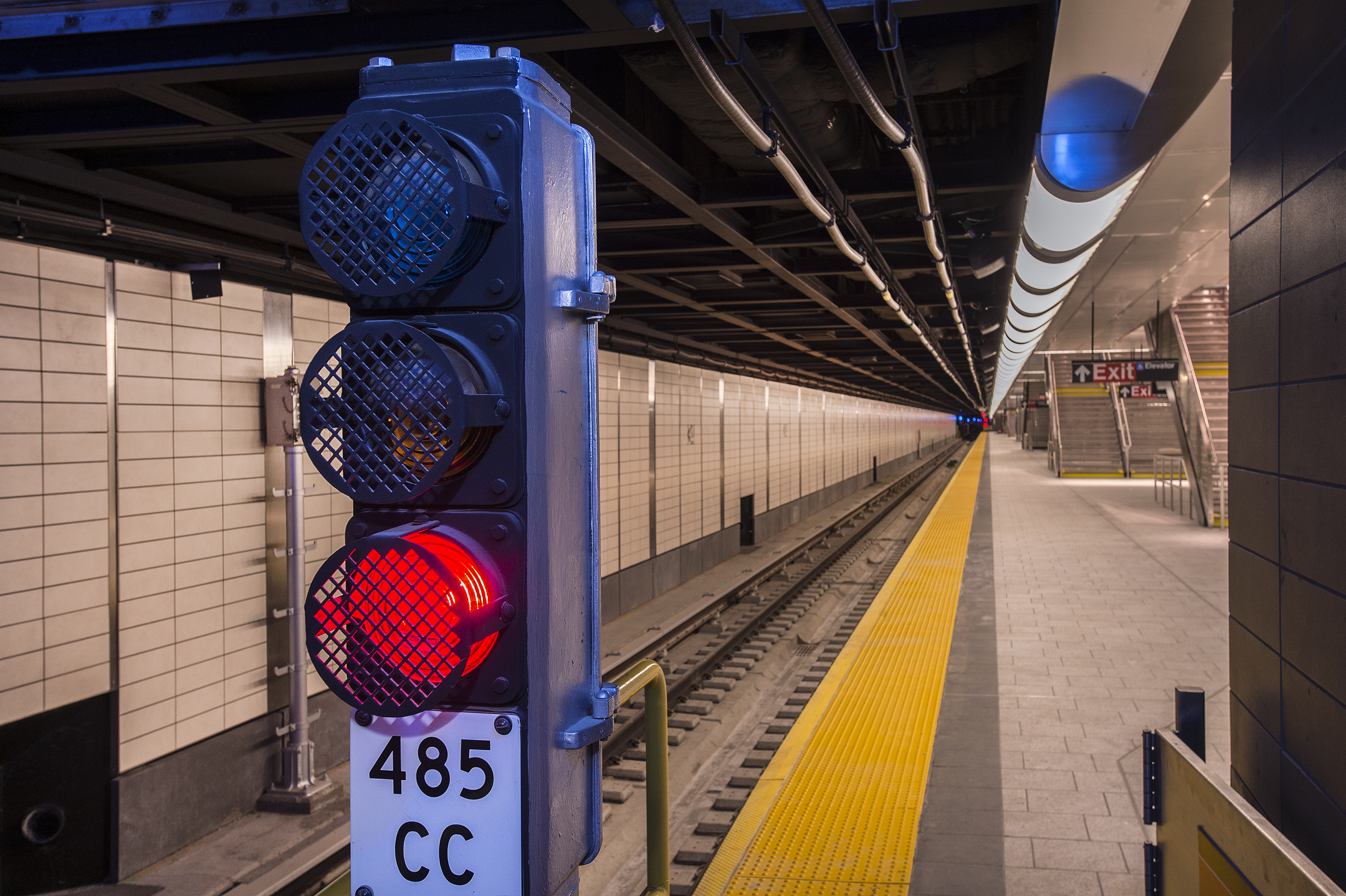
Un semaforo per il segnalamento a blocchi a 34th Street-Hudson Yards

La rete utilizza il segnalamento a blocchi sin dall'apertura delle prime linee e molte parti dell'attuale sistema furono installate tra gli anni 1930 e 1960. Questo tipo di segnalamento funziona impedendo ai treni di entrare in un blocco se questo è occupato da un altro treno. Le luci rosse e verdi indicano se un blocco, in genere lungo 300 metri, è occupato o vuoto e quindi se il treno deve fermarsi o può proseguire la corsa. Questo sistema non registra né la velocità del treno, né in quale blocco si trova.
Tra la fine degli anni 1990 e l'inizio degli anni 2000 la MTA iniziò a considerare l'installazione del CBTC come aggiunta al segnalamento a blocchi, ma non come sua sostituzione, poiché avrebbe permesso di far viaggiare i treni più ravvicinati e ridurre di conseguenza le frequenze. La linea BMT Canarsie, utilizzata dalla linea L, venne scelta come linea pilota per l'installazione del CBTC, che venne completata nel febbraio 2009. In totale il costo del progetto fu di 340 milioni di dollari. In seguito, a causa di un inaspettato aumento del numero di passeggeri sulla linea L, la MTA poté aumentare il numero di treni in servizio all'ora da 15 a 26, un numero totale oltre le capacità del segnalamento a blocco, ma possibile grazie al CBTC.
Dopo il successo della linea Canarsie, la linea IRT Flushing, utilizzata dalla linea 7, fu scelta come seconda linea per l'installazione del CBTC. Il progetto, dal costo di 1,4 miliardi di dollari, fu completato nel novembre 2018. Entro il 2018 l'introduzione del CBTC ha avuto inizio anche sulle linee IND Queens Boulevard e IND Culver. Nel marzo 2018 il presidente della New York City Transit Authority Andy Byford ha annunciato un nuovo piano per l'installazione del CBTC sul resto della rete, che richiederebbe tra i 10 e i 15 anni e avrebbe un costo stimato tra gli 8 e i 15 miliardi di dollari.

## Materiale rotabile

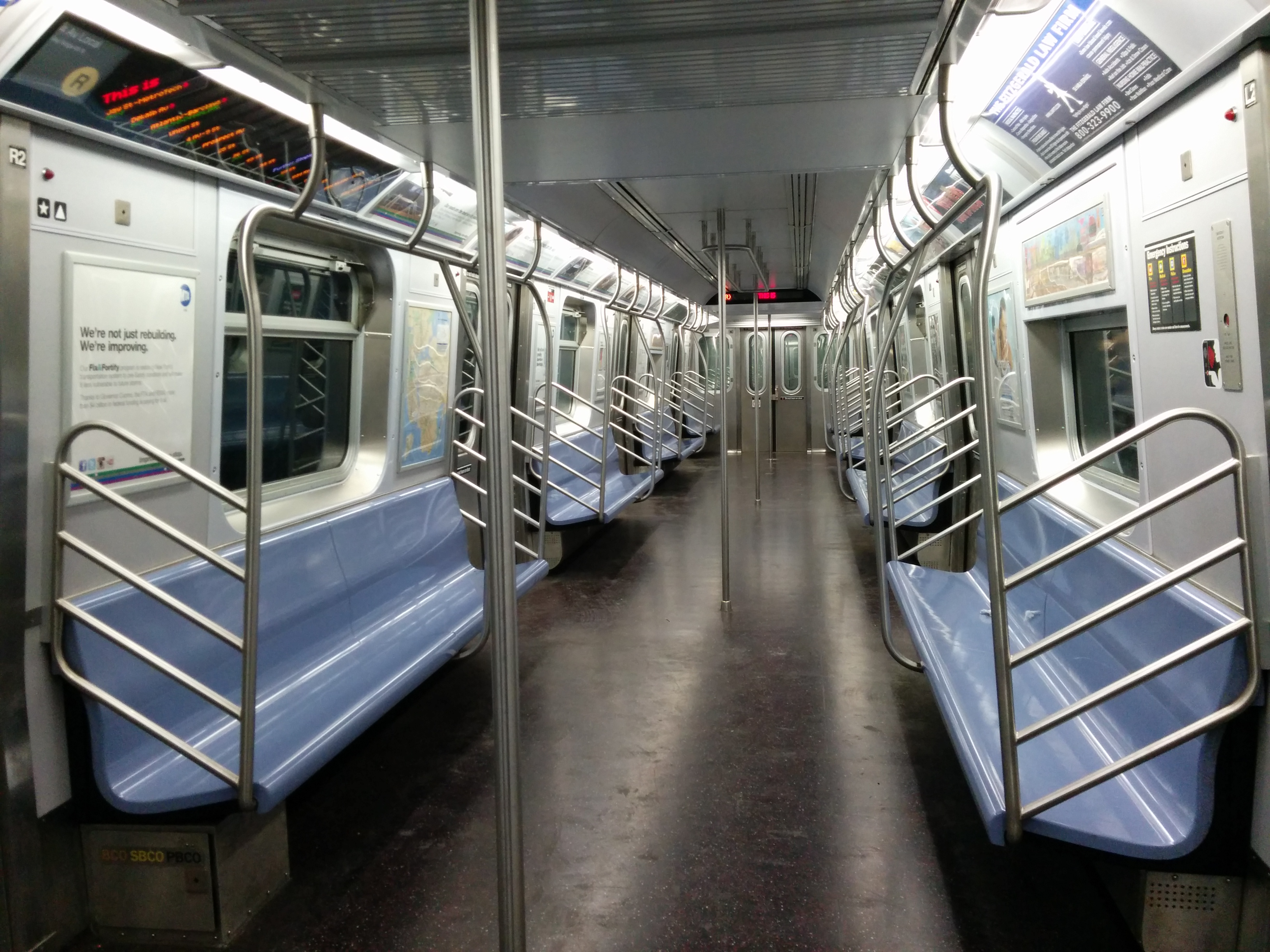
Interno di una carrozza R160

Il materiale rotabile della metropolitana di New York è costituito, secondo i dati del novembre 2016, da 6 418 carrozze in regolare servizio. Generalmente, un tipico treno della rete è composto da 8 o 10 carrozze, con alcune eccezioni: la linea 7 usa treni con 11 carrozze, la navetta 42nd Street con 6 carrozze, la linea G e la navetta Rockaway Park con 4 carrozze e la navetta Franklin Avenue con 2 carrozze. Le carrozze della divisione A sono larghe 2,67 m e lunghe 15,54 m, mentre quelle della divisione B sono larghe 3,05 m e lunghe 18,44 o 23,01 m.

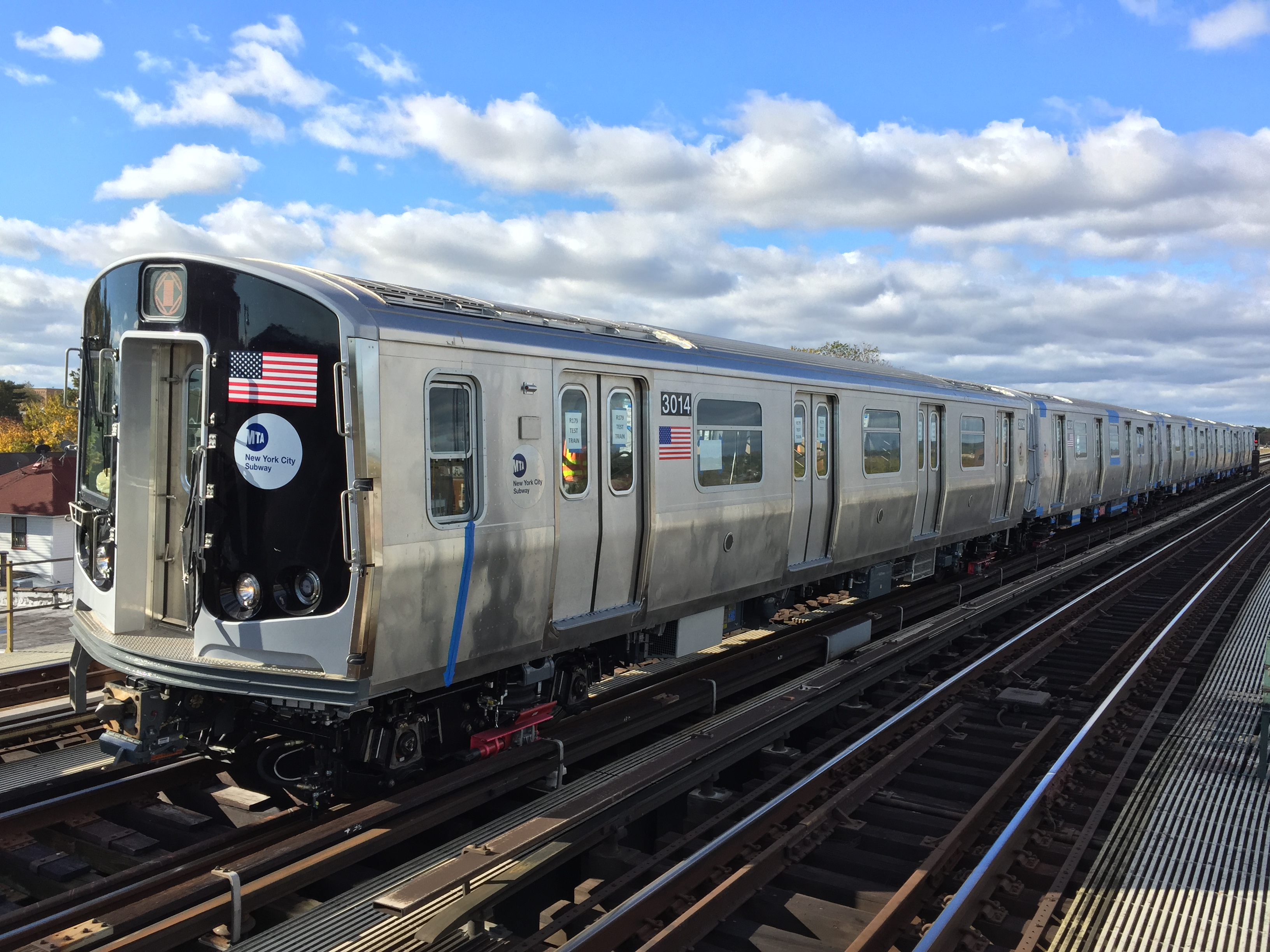
Un treno formato dalle nuove R179

Tutte le vetture acquistate dalla città di New York per l'Independent Subway System e quelle acquistate per le altre due reti dell'IRT e della BMT dopo l'unificazione del 1948 sono indicate dalla lettera R seguita da un numero, che indica il numero del contratto con cui il mezzo è stato acquistato. Questo spiega anche perché vetture con numeri vicini sono spesso tra loro identiche, essendo state infatti acquistate nello stesso periodo, ma nell'ambito di contratti diversi ed eventualmente costruite da produttori diversi.
A partire dal 1999 sono entrate in servizio nella rete le carrozze R142, R142A, R143, R160, R179 e R188. Queste carrozze fanno parte dei così detti New Technology Train per via della presenza di innumerevoli innovazioni, come schermi LED e a cristalli liquidi, annunci vocali automatici e la predisposizione al communication based train control. Inoltre, come parte del piano finanziario per il 2017-2020, 600 delle carrozze più vecchie sono state dotate di schermi elettronici.

## Progetti

### Prolungamenti
Nel 2015 la MTA ha allocato 535 milioni di dollari per la pianificazione e progettazione della fase 2 della Second Avenue Subway, che prevede l'estensione della linea da 96th Street verso nord fino a 125th Street con stazioni intermedie a 116th Street e 106th Street. Nell'aprile 2022 ha avuto inizio l'espropriazione dei terreni. I lavori di costruzione, dal costo stimato di 6 miliardi di dollari, dovrebbero terminare entro il 2029.

### Automatizzazione
Nel gennaio 2020 la MTA ha annunciato l'assegnazione di un contratto da 245,8 milioni di dollari alla L. K. Comstock & Company Inc. per l'installazione del communication based train control (CBTC) sulla linea IND Eighth Avenue, con completamento previsto per gennaio 2025. La MTA prevede che 520 km di binari saranno dotati di CBTC entro il 2034, in seguito alla sua installazione anche sulle linee IND Sixth Avenue, IRT Lexington Avenue, BMT Broadway e IRT Broadway-Seventh Avenue. Inoltre, entro il 2027 tutti i treni della rete saranno compatibili con il CBTC.

## Sicurezza

### New York Police Department
Dal 20 gennaio 2025 due agenti del NYPD sono sempre presenti su  ogni singolo treno notturno in circolazione dalle 21:00 alle 5:00.

### Galleria d'immagini
Dopo gli attentati dell'11 settembre a New York, l'MTA ha iniziato a preoccuparsi per chiunque faceva foto o video dentro il sistema. L'MTA ha proposto di vietare qualsiasi ripresa o scatto in un incontro nel giugno del 2004. Però, a causa di una forte risposta di gruppi per i diritti civili, la regola non è stata applicata. Nel novembre del 2004 l'iniziativa è stata bocciata nuovamente. Anche se non è presente la regola, i poliziotti e i lavoratori della metropolitana possono richiamare persone che non sono autorizzate a riprendere.

### Terrorismo
Il 22 luglio del 2005, in risposta agli attentati di Londra dello stesso anno, la polizia responsabile della metropolitana di New York (NYPD) introdusse una nuova politica di controllo casuale dei bagagli dei passeggeri nel momento in cui si avvicinano ai tornelli.
L'11 aprile del 2008 l'MTA ha ricevuto un Ferrara Fire Apparatus Hazardous Materials Response Truck, che è entrato in servizio il 14 aprile. Sarà usato nel caso di attacco chimico o batteriologico.

## Nella cultura di massa

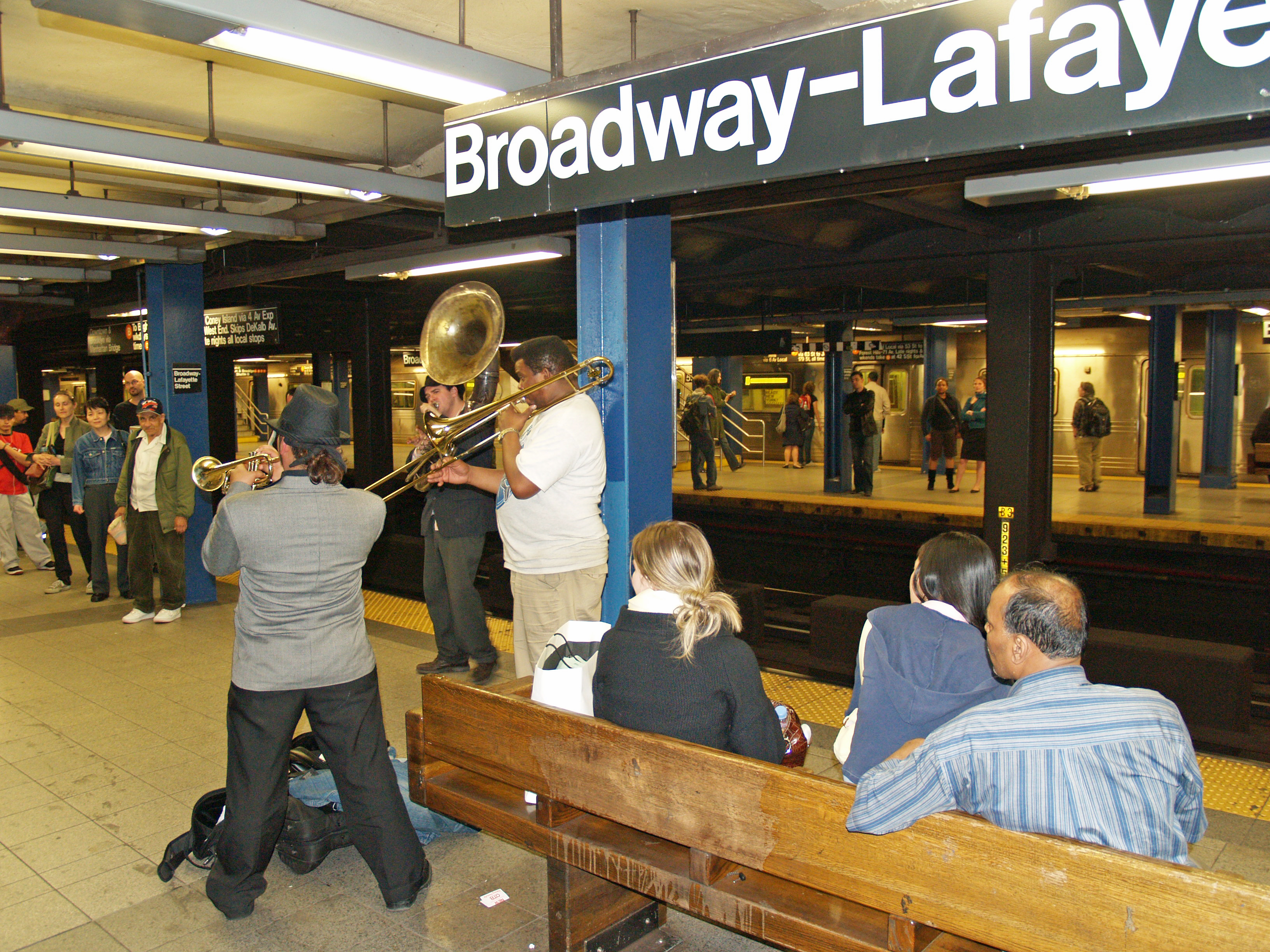
Un musicista che si esibisce

### Musica
La metropolitana di New York è un luogo popolare tra gli artisti di strada. Non è richiesto un permesso per potersi esibire nelle stazioni, ma devono essere rispettati alcuni codici di condotta.
Dal 1987 l'MTA ha sponsorizzato il programma Music Under New York nel quale musicisti di strada partecipano a una competizione per aver assegnate le stazioni con maggior traffico, per esempio 42nd Street. Ogni anno vengono scelti e contattati 70 possibili partecipanti per partecipare alle audizioni di un giorno.
Al momento oltre 100 solisti e gruppi partecipano al MUNY, fornendo così oltre 150 performance settimanali in 25 location della metropolitana.